# Championnats du monde féminins de boxe amateur 2002
Navigation
Édition précédente Édition suivante
Les 2d championnats du monde de boxe amateur féminins se sont déroulés du 21 au 27 octobre 2002 à Antalya, Turquie.
Organisées par l'AIBA (Association Internationale de Boxe Amateur), les compétitions ont vu s'affronter dans 12 catégories différentes 185 boxeuses représentant 35 fédérations nationales.

## Résultats

### Podiums
| Catégories                   | Or                 | Argent                    | Bronze                                        |
| Poids pailles (-45 kg)       | Mary Kom           | Jang Song-Ae              | Derya Aktop Svetlana Miroshnichenko           |
| Poids mi-mouches (-48 kg)    | Ri Jong Hyang      | Tatyana Lebedeva          | Monica Csik Kumari Meena                      |
| Poids mouches (-51 kg)       | Simona Galassi     | Kim Kun-Son               | Chowdhury Kalpana Elefheria Paleologou        |
| Poids coqs (-54 kg)          | Zhang Xiyan        | Marzia Davide             | Son Bi-Ha Anges Tapai                         |
| Poids plumes (-57 kg)        | Jo Pok-Sun         | Henriette Kitel-Birkeland | Svetlana Kulakova Maria Semertzoglu           |
| Poids légers (-60 kg)        | Jennifer Smith-Ogg | Areti Mastroduka          | Ana Santos Naguana Smalls                     |
| Poids super-légers (-63 kg)  | Myriam Lamare      | Yasemin Ustalar           | Daniela David Sida Gasanova                   |
| Poids welters (-67 kg)       | Irina Sinetskaya   | Natalie Brown             | Tina Hansen Desi Kontos                       |
| Poids super-welters (-71 kg) | Larisa Berezenko   | Yvonne Reis               | Paola Gabriela Casalinuovo Roxanne Lalancette |
| Poids moyens (-75 kg)        | Olga Slavinskaya   | Betina Karlsen            | Guo Shuai Karamjit Kaur                       |
| Poids mi-lourds (-80 kg)     | Anzhela Torskaya   | Irina Smirnova            | Jennyfer Grenon Olga Novoselova               |
| Poids lourds (+80 kg)        | Maria Kovács       | Mariya Yovorskaya         | Devonne Canady Jyotsana Haryana               |

### Tableau des médailles
| Place | Pays              | Médaille d'or, monde | Médaille d'argent, monde | Médaille de bronze, monde | Total |
| ----- | ----------------- | -------------------- | ------------------------ | ------------------------- | ----- |
| 1     | Corée du Nord     | 2                    | 2                        | 1                         | 5     |
| 2     | Ukraine           | 2                    | 1                        | 2                         | 5     |
| 3     | Russie            | 1                    | 1                        | 3                         | 5     |
| 4     | Biélorussie       | 1                    | 1                        | 0                         | 2     |
| 4     | Italie            | 1                    | 1                        | 0                         | 2     |
| 6     | Inde              | 1                    | 0                        | 3                         | 4     |
| 7     | Canada            | 1                    | 0                        | 2                         | 3     |
| 7     | Hongrie           | 1                    | 0                        | 2                         | 3     |
| 9     | Chine             | 1                    | 0                        | 1                         | 2     |
| 10    | France            | 1                    | 0                        | 0                         | 1     |
| 11    | États-Unis        | 0                    | 2                        | 2                         | 4     |
| 12    | Grèce             | 0                    | 1                        | 2                         | 3     |
| 13    | Danemark          | 0                    | 1                        | 1                         | 2     |
| 13    | Turquie           | 0                    | 1                        | 1                         | 2     |
| 15    | Norvège           | 0                    | 1                        | 0                         | 1     |
| 16    | Argentine         | 0                    | 0                        | 2                         | 2     |
| 17    | Brésil            | 0                    | 0                        | 1                         | 1     |
| 17    | Roumanie          | 0                    | 0                        | 1                         | 1     |
| Total | 18 pays médaillés | 12                   | 12                       | 24                        | 48    |